# الزمازمة (شركة)
شركة الزمازمة (سابقًا: مكتب الزمازمة الموحد) هو أحد الجهات السعودية العاملة في الحج، تأسس في العام 1403هـ بقرار وزير الحج، وترتكز مهمته الرئيسية على سقيا الحجاج القادمين من خارج السعودية وتقديم ماء زمزم المبرد إليهم في مراكز التوجيه على مداخل مكة المكرمة، وفي مساكنهم، ولدى مغادرتهم.
عرفت الزمازمة في العهد العثماني بسقاية العباس وأشار سالنامة الحجاز لعام ١٣٠٣ هجرية للسقاية والأسر العاملة بها، كما توارثت أسرة العباس السقاية إلى جانب الأذان في الحرم المكي.

## الجهة التي يمثلها المكتب ومهامه
- يمثل طائفة الزمازمة الذين أصبحوا مساهمين في مكتب الزمازمة الموحد، ويبلغ عددهم أكثر من سبعمائة مساهم، وأُختير منهم مجلس إدارة يتولى مهام الطائفة عددهم أحد عشر عضواً، بما في ذلك رئيس مجلس الإدارة ونائبه، ومن مهام مجلس الإدارة ما يلي:
- الإشراف على أعمال المكتب ومن أهم هذه الأعمال (1- توفير مياه زمزم بأسهل السبل 2- التخفيف من التكدس والازدحام على بئر زمزم 3- إحداث وسائل تقنية حديثة لتقديم مياه زمزم 4- القضاء على سوق سوداء لبيع مياه زمزم 5- استقبال الحاج داخل مركز التوجيه بعبوة بلاستيكية مبردة ومعبأة آلياً 6- سقيا الحجاج بمساكنهم داخل مكة المكرمة).
- وضع الخطط التشغيلية والميزانيات التقديرية واعتمادها مع وزير الحج.
- متابعة سير العمل، ووضع الخطط المستقبلية في سبيل ضمان تطور الخدمات المقدمة.
- مشاركة المكتب في الكثير من المناسبات الوطنية والثقافية والدولية مثل مهرجان الجنادرية، ومسابقة القرآن الكريم، والمؤتمرات التي تنظمها رابطة العالم الإسلامي مثل المؤتمر الإسلامي التأسيسي، والمؤتمر الشعبي لدراسة الأوضاع في حرب الخليج، والمؤتمرات التي ينظمها نادي مكة الثقافي والأدبي كمؤتمر الأندية الأدبية والثقافية ونادي الوحدة، والأشتراك في جناح وزارة الحج والأوقاف بالمعارض التي أُقيمت في دمشق والبحرين وتونس وغيرها من الدول.[6][7]